# Udini
Udini (Udi; rus. Удины), neveliki kavkaski narod lezginske grupe nastanjen uglavnom u Azerbejdžanu u selima Niž (Nij), Kabala i Mirzabejl uz reku Turiančai, te nadalje nešto u Rusiji, Gruziji, Jermenijiu i Kazahstanu. Sami sebe nazivaju Udi ili Uti (уди, ути), a naučnici ih smatraju potomcima Kavkaskih Albanaca. 
Udini se bave zemljoradnjom i stočarstvom. Populacija im iznosi 7,971 (1989). Vera je hrišćanska (pravoslavna i gruzijska).

## Spoljašnje veze
- Udi Language